# Alijat II.
Alijat II. je bio lidijski kralj (619. – 560. pr. Kr.), a smatra se i osnivačem Lidijskog Carstva. Bio je sin Sadijata iz dinastije Mermnada.
Na početku vladavine nekoliko godina vodio je rat protiv Mileta započet od strane njegovog oca. Međutim, poslije je bio prisiljen okrenuti se borbi protiv Medijaca i Babilonaca. Dana 28. svibnja 585. pr. Kr. za vrijeme bitke na rijeci Halis protiv medijskog kralja Kijaksara došlo je do pomrčine Sunca. Borbe su se prekinule i uspostavljen je mir, a rijeka Halis (Kizil) postala je trajna granica između dvije države.
Alijat je protjerao Kimerijce (Skiti) iz Male Azije, pokorio Karijce i osvojio nekoliko jonskih gradova (Smyrnu i Kolofont). Smirna je bila opljačkana i razorena oko 600. pr. Kr., a njeni stanovnici su prognani u unutrašnjost Male Azije.
Alijat je uveo standardnu masu za kovanice (1 stater = 168 zrna pšenice). Kovanice su proizvođene uz pomoć obojanog nakovnja i imale lavlju glavu, simbol dinastije Mermnada.
Naslijedio ga je sin Krez, a kći Arijena zbog diplomatskih razloga udala se za medijskog princa Astijaga koji je kasnije postao kralj Medijskog Carstva.
Grobnica Alijata još uvijek postoji na visoravni između jezera Gigeja i rijeke Herm sjeverno od Sarda. Sastoji se od velike gomile zemlje ispod kojih se nalaze temelji od velikih stijena. Iskopao ju je Spiegelthal 1854. godine kada je pronašao veliku komoru sastavljeno fino izrezanih blokova mramora u koju se pristupalo s juga. Sarkofag i njegov sadržaj su odnijeli rani pljačkaši grobova, a sve što je ostalo su slomljene vaze od alabastera, lončarstva i ugljena. Na dnu gomile se nalaze veliki kameni falusi.

## Poveznice
- Arijena
- Astijag
- Kijaksar
- Krez

## Vanjske poveznice
- Alijat II. (Livius.org, Jona Lendering)
- Alijat II. (enciklopedija Britannica)